# Бајон (Горњопровансалски Алпи)
Бајон (фр. Bayons) насеље је и општина у Француској у региону Прованса-Алпи-Азурна обала, у департману Горњопровансалски Алпи која припада префектури Форсалкје.
По подацима из 2011. године у општини је живело 254 становника, а густина насељености је износила 2,02 становника/km². Општина се простире на површини од 125,75 km². Налази се на средњој надморској висини од 870 метара (максималној 2.111 m, а минималној 749 m).

## Демографија
| 1962. | 1968. | 1975. | 1982. | 1990. | 1999. | 2011. |
| ----- | ----- | ----- | ----- | ----- | ----- | ----- |
| 142   | 175   | 150   | 138   | 194   | 198   | 254   |

График промене броја становника у току последњих година